# 1970 au Manitoba
Chronologie du Manitoba
- 1966
- 1967
- 1968
- 1969
- 1970
- 1971
- 1972
- 1973
- 1974

Cette page concerne des événements d'actualité qui se sont produits durant l'année 1970 dans la province canadienne du Manitoba.

## Politique
- Premier ministre : Edward Schreyer
- Chef de l'Opposition :
- Lieutenant-gouverneur : Richard S. Bowles puis William J. McKeag
- Législature :

## Naissances
- 27 mars : Brent Fitz (né à Winnipeg est le batteur canadien non officiel de Theory of a Deadman. Il joue dans plusieurs autres groupes comme Union, V/A, Bruce Kulick, Alice Cooper et plusieurs autres. Mais il est principalement dans Theory of a Deadman et Union. En 2010, 2012 et 2014, il est le batteur sur la tournée mondiale du guitariste Slash avec lequel il enregistre les albums Apocalyptic Love et World on Fire.

- 11 juin : Brad Rubachuk (né à Winnipeg) est un joueur professionnel de hockey sur glace. Il évolue entre 1991 et 1999 en tant que professionnel, entamant sa carrière en Amérique du Nord avant de jouer cinq saisons au Royaume-Uni[1].

- 25 septembre : Frank Michael Bialowas (né à Winnipeg) est un joueur professionnel de hockey sur glace canadien.